# مرغ جولا
مرغ جولا یا بافنده (به انگلیسی: Weaverbird) پرنده‌ای است از خانواده مرغان جولا یا بافندگان (Ploceidae) که خانواده‌ای از پرندگان گنجشک‌سان نزدیک به فنچ‌ها هستند.
مرغ‌های جولا پرندگانی دانه‌خوار با منقارهای گرد مخروطی هستند که بیشتر در آفریقای سیاه زاد و ولد می‌کنند و چند گونه از آن‌ها نیز در مناطق گرمسیر آسیا و در استرالیا زندگی می‌کنند.
واژه جولا در فارسی به معنای بافنده است.